# Policía de los Elementos del Subsuelo
La Policía de los Elementos del Subsuelo es la organización policial ficticia de las Criaturas, quienes viven en el Subsuelo en la serie de libros Artemis Fowl por Eoin Colfer.
La PES (Policía de los Elementos del Subsuelo, abreviatura inglesa SSPE) está conformada de diferentes unidades, al igual que todas las fuerzas policiales. A grandes rasgos, su trabajo es mantener el orden y evitar que los humanos se enteren de la existencia de las Criaturas. Son también la organización más parecida a un ejército que poseen.

## Rangos
Los rangos de oficiales son, en orden del menor al mayor:
- Raso:El único mencionado es un duendecillo llamado Chix Verbil.
- Cabo:El más conocido es el cabo Grub Kelp.
- Capitán:Solo se mencionan 2: Holly Canija y Camorra kelp.
- Mayor
- Teniente coronel: El único conocido fue Brezo Cudgeon antes de ser degradado a Reciclaje
- Comandante: Hay 2: Julius Remo y Aske Rosso

Existe también un concilio de siete miembros al frente de toda la PES.

## Unidades

### Reconocimiento
Este departamento juega un papel principal en la serie porque tanto Julius Remo como Holly Canija son miembros de él. El role de esta división es seguirle el rastro a prisioneros prófugos o Criaturas algo "inconscientes" (por ejemplo, trolls), especialmente aquellos que esperan encontrar alojamiento entre los humanos, o atrapar a vendedores del mercado negro, quienes venden tanto a humanos como a Criaturas. Esta es una de las razones por las que Mantillo Mandíbulas es tan conocido por Julius y Holly, ya que lo enviaron a prisión incontables veces (sus antecedentes se remontan mucho antes que el período de vida de un humano común). Básicamente, sirven como una fuerza de elite, una con una gran tasa de muertes, especialmente cuando se dan eventualidades en sus misiones. La sigla en inglés de este departamento (LEPrecon - Lower Elements Police reconnaisance) dio lugar al nombre de Leprechaun, ya que sus oficiales eran usualmente vistos en los tiempos antiguos con uniformes parecidos a los del folclore irlandés- gorros verdes, hebillas de oro, etc.

### Recuperación
Este es uno de los departamentos más importantes en la PES. Mientras que Reconocimiento sigue el rastro de los criminales, etc., es el realmente trabajo de Reconocimiento el interceptar, aprehender (o eliminar) a los criminales, y borrar la memoria de los humanos que los han visto. Aun así, algunos oficiales de Reconocimiento, como Holly Canija y Kelp, tienen expedientes por aventurarse sin ellos, poniendo en riesgo su trabajo. Son mencionados en Artemis Fowl (libro), como el mejor y más brillante de la PES, aunque hayan sido derrotados con una sola mano y terminado con su equipo confiscado por el enorme mayordomo y guardaespaldas de Artemis, Domovoi Mayordomo.

### Sección Ocho
La Sección Ocho sirve como una rama encubierta de la PES que se enfoca en demonología, aunque su misión también incluye operaciones secretas relacionadas con la seguridad de los Elementos del Subsuelo. La Comandante Principal Vinyáya controla la sección, y Potrillo está a cargo de las operaciones técnicas. El presupuesto prácticamente ilimitado de la Sección Ocho le da acceso a la tecnología más avanzada en los Elementos del Subsuelo, estando mucho más adelantados que el equipo estándar de la PES. Holly Canija se une a la sección después de descubrir que le gusta.

### División de Telequinesis
Mencionada solamente una vez en el primer libro, fueron llamados para arreglar la pared del restaurante que el troll había roto (antes de que llegaran, estaba cubierta con un holograma). Aparentemente la División consiste en Criaturas entrenadas en magia más avanzadas (ej. telequinesis) que los oficiales comunes de la PES.

### Otros Departamentos Menores
Algunos de los departamentos menos menores en la PES son Tráfico, encargado mayormente de transporte aéreo y terrestre, Aduana e Impuestos, que lucha contra las importaciones ilegales de contrabando humano, e Migración, que es importante para la expedición de visas para permitir a las Criaturas viajar a la superficie y realizar su Ritual mágico restaurador. Además, Ark Sool, mencionado en el cuarto libro, es un miembro del departamento de Asuntos Internos, sección que trata con irregularidades dentro de la PES.
- Datos: Q2707311